# Abadia de Neumünster

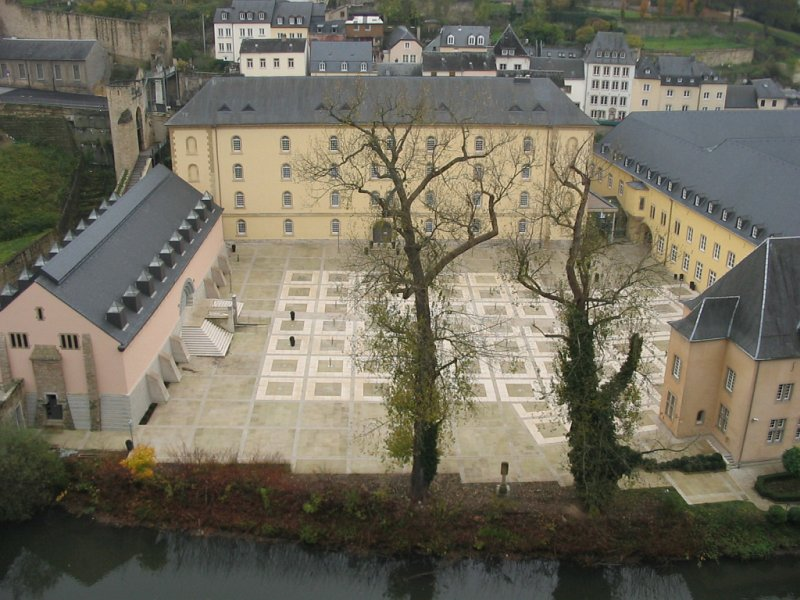
Abadia de Neumünster

L'Abadia de Neumünster (en luxemburguès: Abtei Neimënster, en francès: Abbaye de Neumünster) també coneguda com a «Centre Cultural de Trobada Abadía Neumünster» (CCRN) és actualment un lloc de reunió pública i centre cultural, que es troba al de Grund a la ciutat de Luxemburg al sud de Luxemburg.

## Història
Antigament es tractava d'una abadia benedictina construïda en l'altiplà d'Altmünster; va ser destruïda el 1542, els monjos van construir una nova abadia a Neumünster el 1606. Una vegada més destruïda per un incendi l'any 1684 va ser reconstruïda dos anys més tard i ampliada el 1720. Després de la Revolució francesa, va servir com a oficina de policia i presó abans de convertir-se en una caserna prussiana després de la derrota de Napoleó el 1815. A partir de 1867, es va convertir novament en una presó de l'estat. Durant la Segona Guerra Mundial, els nazis van utilitzar l'abadia per empresonar als resistents polítics a la seva invasió de Luxemburg. Entre les més notables d'aquests presos polítics es trobava l'escultor Lucien Wercollier.

## Centre cultural
Des de 1997, ha estat la seu de l'Institut Europeu d'Itineraris Culturals, que participa en la política cultural de la Unió Europea. Des de l'any 2002 és Claude Frisoni el director del Centre cultural, on es mostren exposicions concerts i seminaris.
El 25 d'abril de 2005 el Tractat d'adhesió a la Unió Europea de Bulgària i Romania es va signar en aquest lloc.